# Itame disparata
Itame disparata är en fjärilsart som beskrevs av W. Warren 1904. Itame disparata ingår i släktet Itame och familjen mätare. Inga underarter finns listade i Catalogue of Life.